# Noortje Veldhuizen
Noortje Veldhuizen (Rotterdam, 24 april 1995) is een Nederlandse presentatrice.
Veldhuizen groeide op in Amerongen, waar zij naar de Wilhelminaschool ging. Ze behaalde haar vwo-diploma op het Revius Lyceum te Doorn. Veldhuizen studeerde politicologie aan de Universiteit van Amsterdam en rechten aan de Vrije Universiteit Amsterdam, maar maakte deze studies niet af. In 2017 begon Veldhuizen op de BNNVARA Academy en vanuit dit traject werd ze producer en co-host van de 3FM-ochtendshow Sanders Vriendenteam. Daarnaast presenteert ze met Marcel van Roosmalen en Roelof de Vries de tweewekelijkse podcast De Krokante Leesmap. Deze podcast is in 2022 verdergegaan bij het Deense podcastplatform Podimo onder de naam Radio Romano. In elke aflevering worden drie tijdschriften besproken. In 2020 werd ze sidekick van Renze Klamer in het televisieprogramma Laat op vrijdag.
In 2020-2021 heeft Veldhuizen samen met Gisbert van Baalen de NPO Radio 1-podcast Dat kan mijn kleine nichtje ook gemaakt.
Sinds 2021 is Veldhuizen werkzaam voor podcastproducent De Stroom, als eindredacteur en senior creative.